# Strandagaldur
Strandagaldur eller Galdrasýning á Ströndum (trolddom og heksekunst), også kendt som The Museum of Icelandic Sorcery and Witchcraft, er et privatejet museum, der er dedikeret til Islands folklore og historie om magi og trolddom på øen. Det åbnede første gang i 2000 og styres af Sigurður Atlason. Det ligger i kystbyen Hólmavík. Det er baseret på forskning som begyndte i 1996, og museet indeholder forskellige permanente og specialudstillinger om genstande og koncepter som Nábrók, eller ligbukser, magiske stave kaldet Galdrastafur, Tilberi og islandske grimoirer.